# آندي دوكروس
أندرو دوكروس (من مواليد 16 سبتمبر 1977) هو لاعب كرة قدم إنجليزي سابق لعب لكوفنتري سيتي في الدوري الإنجليزي الممتاز .

## المسيرة الكروية
بدأ دوكروس حياته المهنية في كوفنتري سيتي كمتدرب في عام 1994. لعب عدة مباريات في الفريق الأول في كوفنتري سيتي قبل بيعه إلى نادي ننيتن بورو في عام 1999. منذ ذلك الحين لعب مع كيدرمنستر هاريرز ونادي بيرتن ألبيون، بعد تسريحه من عقده في يونيو 2007 ، انتقل إلى نادي سوليهال مورز

### إيفيشام يونايتد
في 2 فبراير 2010 ، وقع دوكروس مع فريق الدرجة الممتازة للدوري الزاماريتو إيفيشام يونايتد قادما من ريديتش يونايتد . 
ظهر آندي لأول مرة مع إيفيشام يونايتد في اليوم التالي في الخسارة 2-1 خارج أرضه أمام تشيبنهام تاون ، لكنه خرج في الدقيقة 34 بإصابة في ربلة الساق ، وحل محله ليون وودلي. 

## روابط خارجية
- آندي دوكروس على Soccerbase